# Lazarus Salii
Lazarus Salii (ur. 17 listopada 1935, zm. 20 sierpnia 1988 w Kororze) – polityk z Palau, od 25 października 1985 roku do 20 sierpnia 1988 roku prezydent kraju. Zmarł śmiercią samobójczą w trakcie pełnienia kadencji i został tymczasowo zastąpiony przez Thomasa Remengesau.